# Henri Massal
Henri Massal   (Montblanc, 1 de maig de 1921 - Bojan, 11 d'agost de 2009) va ser un ciclista francès que fou professional en els anys posteriors a la Segona Guerra Mundial. En el seu palmarès destaca una victòria d'etapa al Tour de França de 1947.

## Palmarès
- 1947
  - 1r del Circuit de les 6 Províncies i vencedor de 2 etapes
  - Vencedor d'una etapa al Tour de França
- 1949
  - 1r al Gran Premi del Midi-Libre

### Resultats al Tour de França
- 1947. 30è de la classificació general. Vencedor d'una etapa
- 1948. Abandona (3a etapa)
- 1949. Abandona (17a etapa)